# 12672 Nygårdh
12672 Nygårdh eller 1980 FY2 är en asteroid i huvudbältet som upptäcktes den 16 mars 1980 vid Europeiska sydobservatoriet (ESO) av Uppsalaastronomen Claes-Ingvar Lagerkvist. Den är uppkallad efter den svenske korsordstillverkaren Hans Cristian Nygårdh.
Asteroiden har en diameter på ungefär 3 kilometer.